# Uwe Heppner
Uwe Heppner (26 giugno 1962) è un ex canottiere tedesco.

## Palmarès

### Olimpiadi
- 1 medaglia:
  - 1 oro (Mosca 1980 nel quattro di coppia)

### Mondiali
- 7 medaglie:
  - 4 ori (Monaco di Baviera 1981 nel quattro di coppia; Lucerna 1982 nel quattro di coppia; Duisburg 1983 nel due di coppia; Hazewinkel 1985 nel due di coppia)
  - 3 bronzi (Bled 1979 nel due di coppia; Nottingham 1986 nel due di coppia; Copenaghen 1987 nel due di coppia)